# Alexei Andrejewitsch Jakimenko

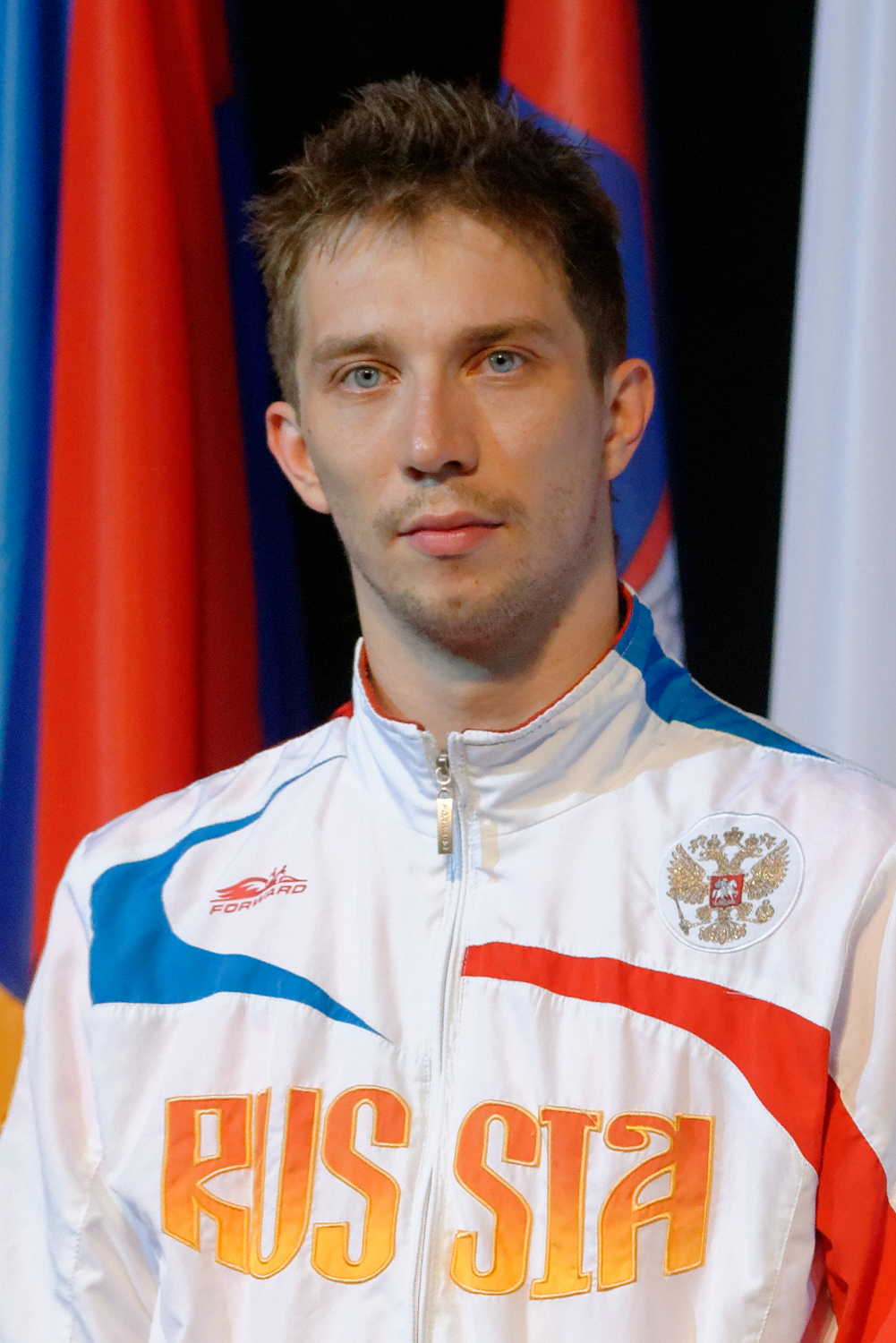
Jakimenko bei den Fechteuropameisterschaften 2014

Alexei Andrejewitsch Jakimenko (russisch Алексей Андреевич Якименко; * 31. Oktober 1983 in Barnaul) ist ein russischer Säbelfechter.

## Erfolge
Alexei Jakimenko gewann bei der Europameisterschaft 2004 in Kopenhagen Bronze im Säbel-Einzel. Bei den Olympischen Spielen in Athen hote er mit der Mannschaft die Bronzemedaille.
2005 errang er bei den Weltmeisterschaften in Leipzig Gold mit der Mannschaft und Bronze im Einzel,
2006 wurde er in Izmir Einzeleuropameister und holte Bronze mit der Säbel-Mannschaft sowie ebenfalls Bronze mit der Mannschaft bei den Weltmeisterschaften in Turin.
2007 bei der Europameisterschaft in Gent holte er Gold mit der Mannschaft, außerdem gewann er hier und
2008 bei der Europameisterschaft in Kiew Silber im Einzel.
2008 nahm er erneut an den Olympischen Spielen 2008 in Peking teil und belegte mit der Säbel-Mannschaft nach einer knappen 44:45-Niederlage im Gefecht um Bronze gegen die italienische Mannschaft den vierten und im Einzel den 21. Platz.
2010 in Leipzig,
2011 in Sheffield und
2012 in Legnano wurde er jeweils Einzeleuropameister.
Außerdem wurde er 2010 und 2011 Mannschaftsweltmeister.
2012 nahm er auch wieder an den Olympischen Spielen in London teil und belegte mit der Säbel-Mannschaft wieder nach einer Niederlage im Gefecht um Bronze gegen die italienische Mannschaft den vierten und im Einzel den neunten Platz.
2013 errang er bei der Europameisterschaft in Zagreb Silber im Einzel, bei der WM wurde er erneut Mannschaftsweltmeister.
2014 wurde er in Straßburg erneut Einzeleuropameister, Silber mit der Mannschaft. Bei der WM 2014 in Kasan holte er Bronze im Einzel. 2015 wurde er bei den Weltmeisterschaften in Moskau Weltmeister im Einzel.